# خيانة
الخيانة هي انتهاك أو خرق لعهد مفترض أو الأمانة أو الثقة التي تنتج عن الصراع النفسي في العلاقات التي بين الأفراد أو بين المنظمات أو بين الأفراد والمنظمات. في كثير من الأحيان، تحدث الخيانة عند دعم أحد المنافسين أو نقض ما تم الاتفاق عليه مسبقا أو القواعد المفترضة بين الطرفين. ويشتهر الشخص الذي يخون الآخرين بالغادر أو الخائن. يشتهر استخدام الخيانة أيضا في المجال الأدبي وفي كثير من الأحيان يقترن بالتغير المفاجئ في أحداث القصة أو يكون السبب فيها.

## التعريف
كتب روجر إل جاكسون (Roger L. Jackson)، مؤلف مقالة، العقل والعاطفة للخيانة (The Sense and Sensibility of Betrayal) الذي يكشف معنى الخيانة في كتابات جين أوستن (Jane Austen)، «مما يثير الدهشة حقا أنه لا يتوفر سوى القليل من الكتابات حول المعنى المقصود من المصطلح». في علم النفس، يصف المتمرسون الخيانة على أنها نقض للعقد الاجتماعي؛ إضافة إلى ذلك، فقد انتقدت وجهة النظر المذكورة، بما يدعي أن المصطلح العقد الاجتماعي لا يعبر بدقة عن ظروف ودوافع وآثار الخيانة. يؤكد الفلاسفة جوديث شكلار (Judith Shklar) وبيتر جونسون (Peter Johnson)، مؤلفو الغموض في معنى الخيانة (The Ambiguities of Betrayal) وأطر الخداع (Frames of Deceit) على التوالي، أنه على الرغم من عدم وجود تعريف واضح للخيانة، فيتضح المعنى المقصود من الخيانة بفعالية أكثر في الأدب.

## الخيانة في الإسلام

### معنى الخيانة لغةً واصطلاحًا
- الخيانة لغةً:

الخيانة نقيض الأمانة، من خانه خَوْنًا وخيانة ومَخَانة، واختانه، فهو خائن والجمع خانة وخَوَنَةً وخُوَّان، ويُقال: خُنْتُ فلانًا، وخنت أمانة فلان.
- الخيانة اصطلاحًا:

قال الراغب: (الخيانة مخالفة الحق بنقض العهد في السِّر).
وقيل: هي (الاستبداد بما يؤتمن الإنسان عليه من الأموال والأعراض والحرم، وتملك ما يستودع، ومجاحدة مودعه).

### النَّهي عن الخيانة وذمُّها في القرآن والسنة وأقوال العلماء

#### في القرآن
وقد وردت الخيانة في خمسة معانٍ في القرآن:
(الأَوّل: في الدِّين
((وَتَخُونُواْ أَمَانَاتِكُمْ)) [الأنفال: 27].
الثاني: في المال
((وَلاَ تَكُن لِّلْخَآئِنِينَ خَصِيمًا)) [النساء: 105].
الثالث: في الشرع
((وَإِن يُرِيدُواْ خِيَانَتَكَ فَقَدْ خَانُواْ اللّهَ مِن قَبْلُ)) [الأنفال: 71]. أي: إِن تركوا الأَمانة في السُّنَّة فقد تركوها في الفريضة.
الرّابع: الزِّنى
((وَأَنَّ اللّهَ لاَ يَهْدِي كَيْدَ الْخَائِنِينَ)) [يوسف: 52].
الخامس: نَقْض العهد
((وَإِمَّا تَخَافَنَّ مِن قَوْمٍ خِيَانَةً)) [الأنفال: 58].).
- وقد نهى الله عنها في مواضع كثيرة، منها:

[((إِنَّ اللَّهَ لَا يُحِبُّ كُلَّ خَوَّانٍ)) أي: خائن في أمانته التي حمله الله إياها، فيبخس حقوق الله عليه، ويخونها، ويخون الخلق.
((كَفُورٌ)) لنعم الله، يوالي عليه الإحسان، ويتوالى منه الكفر والعصيان، فهذا لا يحبه الله، بل يبغضه ويمقته، وسيجازيه على كفره وخيانته، ومفهوم الآية، أن الله يحب كل أمين قائم بأمانته، شكور لمولاه.]
جاء في تفسير ابن كثير: (يقول تعالى لنبيه، صلوات الله وسلامه عليه (وإما تخافن من قوم) قد عاهدتهم (خيانة) أي: نقضًا لما بينك وبينهم من المواثيق والعهود، (فانبذ إليهم) أي: عهدهم (على سواء) أي: أعلمهم بأنك قد نقضت عهدهم حتى يبقى علمك وعلمهم بأنك حرب لهم، وهم حرب لك، وأنه لا عهد بينك وبينهم على السواء، أي: تستوي أنت وهم في ذلك).
(قال أبو جعفر: يعني جل ثناؤه بقوله: «إنا أنـزلنا إليك الكتاب بالحق لتحكم بين الناس بما أراك الله»، أي: «إنا أنـزلنا إليك» يا محمد «الكتاب»، يعني: القرآن «لتحكم بين الناس»، لتقضي بين الناس فتفصل بينهم «بما أراك الله»، يعني: بما أنـزل الله إليك من كتابه «ولا تكن للخائنين خصيمًا»، يقول: ولا تكن لمن خان مسلمًا أو معاهدًا في نفسه أو ماله «خصيما» تخاصم عنه، وتدفع عنه من طالبه بحقِّه الذي خانه فيه.)
({فَخَانَتَاهُمَا} في الدين، بأن كانتا على غير دين زوجيهما، وهذا هو المراد بالخيانة لا خيانة النسب والفراش).
قال السعدي في قوله تعالى حكاية عن امرأة العزيز: ((ذَلِكَ لِيَعْلَمَ أَنِّي لَمْ أَخُنْهُ بِالْغَيْبِ)).
(يحتمل أنَّ مرادها بذلك زوجها أي: ليعلم أني حين أقررت أني راودت يوسف ، أني لم أخنه بالغيب، أي: لم يجرِ مني إلا مجرد المراودة، ولم أفسد عليه فراشه، ويحتمل أنَّ المراد بذلك ليعلم يوسف حين أقررت أني أنا الذي راودته، وأنه صادق أني لم أخنه في حال غيبته عني. ((وَأَنَّ اللّهَ لاَ يَهْدِي كَيْدَ الْخَائِنِينَ)) فإنَّ كلَّ خائن، لا بدَّ أن تعود خيانته ومكره على نفسه، ولا بد أن يتبين أمره).

#### في السنة النبوية
عن عبد الله بن عمرو بن العاص  أنَّ النبي ﷺ قال:
((أربع من كنَّ فيه كان منافقًا خالصًا، ومن كانت فيه خصلة منهنَّ كانت فيه خصلة من النفاق حتى يدعها: إذا اؤتمن خان، وإذا حدَّث كذب، وإذا عاهد غدر، وإذا خاصم فجر)).
قال ابن عثيمين في قوله: ((إذا اؤتمن خان)): (إذا ائتمنه إنسان على شيء خانه).
عن أبي هريرة  قال: كان رسول الله ﷺ يقول:
(اللهم إني أعوذ بك من الجوع، فإنَّه بئس الضجيع، وأعوذ بك من الخيانة، فإنها بئست البطانة).
وعن عمران بن حصين  قال: قال النبي ﷺ:
((...إنَّ بعدكم قومًا يخونون ولا يؤتمنون، ويشهدون ولا يستشهدون، وينذرون ولا يفون، ويظهر فيهم السِّمَن)).
وعن جابر  قال: ((نهى رسول الله ﷺ أن يطرق الرجل أهله ليلًا يتخوَّنهم، أو يلتمس عثراتهم)).

#### في كتب العلماء
| « | عن أنس بن مالك قال: (إذا كانت في البيت خيانة ذهبت منه البركة). | » |

| « | وعن مجاهد، قال: (المكر والخديعة والخيانة في النار، وليس من أخلاق المؤمن المكر ولا الخيانة). | » |

| « | عن ميمون بن مهران قال: (ثلاثة المسلم والكافر فيهن سواء: من عاهدته وفِّ بعهده مسلمًا كان أو كافرًا، فإنما العهد لله عزَّ وجلَّ، ومن كانت بينك وبينه رحم فصلها، مسلمًا كان أو كافرًا ومن ائتمنك على أمانة فأدِّها إليه مسلمًا كان أو كافرًا) | » |

| « | وقال الفضيل بن عياض: (أصل الإيمان عندنا وفرعه وداخله وخارجه-بعد الشهادة بالتوحيد، وبعد الشهادة للنبي ﷺ بالبلاغ، وبعد أداء الفرائض- صدق الحديث، وحفظ الأمانة، وترك الخيانة، ووفاء بالعهد، وصلة الرحم، والنصيحة لجميع المسلمين). | » |

- (وكان شُرَيح يقضي في المضارب بقضائين: كان ربما قال للمضارب: بينتك على مصيبة تعذر بها. وربما قال لصاحب المال: بينتك أن أمينك خائن، وإلا فيمينه بالله ما خانك).[19]
- وقال الماوردي: (وأما الاستسرار بالخيانة فضعة؛ لأنَّه بذُلِّ الخيانة مهين، ولقلة الثقة به مستكين. وقد قيل في منثور الحكم: من يخن يهن. وقال خالد الربعي: قرأت في بعض الكتب السالفة: أن مما تعجل عقوبته ولا تؤخر: الأمانة تخان، والإحسان يكفر، والرحم تقطع، والبغي على الناس.

ولو لم يكن من ذم الخيانة إلا ما يجده الخائن في نفسه من المذلة، لكفاه زاجرًا، ولو تصور عقبى أمانته وجدوى ثقته، لعلم أنَّ ذلك من أربح بضائع جاهه، وأقوى شفعاء تقدمه مع ما يجده في نفسه من العزِّ، ويقابل عليه من الإعظام).
- وقال أيضًا: (والداعي إلى الخيانة شيئان: المهانة وقلة الأمانة، فإذا حسمهما عن نفسه بما وصفت ظهرت مروءته).[21]
- وقال حكيم: (لو علم مضيع الأمانة، ما في النكث والخيانة، لقصر عنهما عنانه).
- وقال ابن حزم: (الخيانة في الحرم أشدُّ من الخيانة في الدماء، العرض أعزُّ على الكريم من المال، ينبغي للكريم أن يصون جسمه بماله، ويصون نفسه بجسمه، ويصون عرضه بنفسه، ويصون دينه بعرضه، ولا يصون بدينه شيئًا).[22]

### نتائج وعواقب الخيانة
1- الفُرْقَة بين الناس وفقدان الثقة بينهم، وانتشار الخيانة في مجتمع ما هو من علامات هلاكه واضمحلاله.
2- تفشي الغش والكذب والظلم بينهم، لأن الخيانة تجرُّ معها كل تلك الرذائل.
3- إعراض الله تعالى عن مرتكبها، وعدم محبته له:
قال تعالى (في سورة النساء): ((إِنَّ اللَّهَ لَا يُحِبُّ مَن كَانَ خَوَّانًا أَثِيمًا)).
4- الخيانة صفة أساسية مِن صفات المنافقين، الذين توعدهم الله بأشد العذاب:
قال تعالى (في سورة النساء): ﴿إِنَّ الْمُنَافِقِينَ فِي الدَّرْكِ الْأَسْفَلِ مِنَ النَّارِ وَلَنْ تَجِدَ لَهُمْ نَصِيرًا ۝١٤٥﴾ [النساء:145]
5- الخيانة مرض عضال إذا تمكَّن من الإنسان؛ جرَّده من إنسانيته، وجعله وحشًا يهيم وراء ملذاته فقط ولا يبالي بشيء آخر.

### حُكم الخيانة
الخيانة ذنبٌ كبير، حرمه الله وشدد عليه في القرآن مرارًا. وكذلك جاءت بتحريمه الأحاديث الصحيحة. ورأى البعض أنه من الكبائر، مثل ابن حجر الهيتمي والذهبي.

### صور الخيانة

#### خيانة الله ورسوله
قال الله تعالى (في سورة الأنفال): ﴿يَا أَيُّهَا الَّذِينَ آمَنُوا لَا تَخُونُوا اللَّهَ وَالرَّسُولَ وَتَخُونُوا أَمَانَاتِكُمْ وَأَنْتُمْ تَعْلَمُونَ ۝٢٧﴾ [الأنفال:27]
قال ابن عباس: (الأمانات: الأعمال التي ائتمن الله تعالى عليها العباد.). وقال الكلبي: أما خيانة الله ورسوله: فمعصيتهما. وأما خيانة الأمانة: فكلُّ واحد مؤتمن على ما افترضه الله عليه إن شاء خانها، وإن شاء أدَّاها لا يطلع عليه أحد إلا الله تعالى.

#### خيانة النفس
(وهي فعل الذنوب بالخفاء). قال تعالى (في سورة غافر): ﴿يَعْلَمُ خَائِنَةَ الْأَعْيُنِ وَمَا تُخْفِي الصُّدُورُ ۝١٩﴾ [غافر:19]
((يَعْلَمُ خَائِنَةَ الْأَعْيُنِ)): وهو النظر الذي يخفيه العبد من جليسه ومقارنه، وهو نظر المسارقة، ((وَمَا تُخْفِي الصُّدُورُ)): مما لم يبينه العبد لغيره، فالله تعالى يعلم ذلك الخفي، فغيره من الأمور الظاهرة من باب أولى وأحرى.

#### خيانة الناس
ولها أشكال وصور مختلفة، منها:
- 1- الخيانة في المال:

أي أكل المال الذي يؤتمن عليه الإنسان، ومن ذلك مال الوديعة، قال ابن عثيمين في قوله ﷺ: ((إذا اؤتمن خان)) قال: (إذا ائتمنه إنسان على شيء خانه، فمثلًا إذا أعطي وديعة، وقيل له: خذها احفظها، دراهم أو ساعة أو قلم أو متاع أو غير ذلك، يكون فيها يستعملها لنفسه، أو يتركها فلا يحفظها في مكانها، أو يُظْفِرُ بها من يتسلَّط عليه ويأخذها، المهم أنه لا يؤدي الأمانة فيها)).
- 2- إفشاء الأسرار:

(قال الحسن: إنَّ مِن الخيانة أن تُحدِّث بسرِّ أخيك.
ويُروى أنَّ معاوية  أسرَّ إلى الوليد بن عتبة حديثًا، فقال لأبيه: يا أبت، إنَّ أمير المؤمنين أسرَّ إليَّ حديثًا، وما أراه يطوي عنك ما بسطه إلى غيرك. قال: فلا تحدثني به؛ فإنَّ من كتم سرَّه كان الخيار إليه، ومن أفشاه كان الخيار عليه. قال: فقلت: يا أبت، وإنَّ هذا ليدخل بين الرجل وبين ابنه؟! فقال: لا والله يا بني، ولكن أحب ألا تذلل لسانك بأحاديث السرِّ، قال: فأتيت معاوية فأخبرته. فقال: يا وليد، أعتقك أبوك من رقِّ الخطأ).
- 3- الخيانة في النُّصح أو المصلحة:

كمن يزكِّي فاسقًا، أو يخفي مالًا مسروقًا، أو يؤوي مجرمًا، أو يعين قاطع طريق. أو من ينصح غيره بما يؤذيه في الدنيا أو الآخرة من الإفساد وقطيعة الرحم.
- 4- الخيانة الزوجية:

خيانة الرجل لزوجته بالسرقة والزنا وخيانة الزوجة لزوجها في ماله وعرضه، بالسرقة والزنا كذلك.
- 5- الخيانة في الأعمال والمسؤوليات:

مثل التفريط في التربية ومعاملة الأهل، وقد ائتمنه الله عليهم قال تعالى (في سورة البقرة): ((يَا أَيُّهَا الَّذِينَ آمَنُوا قُوا أَنفُسَكُمْ وَأَهْلِيكُمْ نَارًا وَقُودُهَا النَّاسُ وَالْحِجَارَةُ)).

### الخيانة في شعر العرب
قال علي بن أبي طالب :
- قال ابن همام:[30]